# Xanthocrambus ivovskyi
Xanthocrambus ivovskyi là một loài bướm đêm trong họ Crambidae.